# Godfrey Chitalu
Godfrey "Ucar" Chitalu (Luanshya, 22 de outubro de 1947 - Litoral do Gabão, 27 de abril de 1993) foi um futebolista e treinador de futebol zambiano.
Considerado o maior jogador zambiano da história, ele conquistou, ao todo, 10 troféus por Kitwe United e Kabwe Warriors, clubes que defendeu. Pela Seleção Zambiana, fez parte do elenco que foi vice-campeão da Copa Africana de Nações em 1974.
O apelido "Ucar" é uma analogia com uma bateria (pilha) e foi dado pelo radialista Dennis Liwewe, que afirmou ao longo de uma transmissão que Chitalu estava "super carregado como uma bateria Ucar". O apelido caiu no gosto do torcedor e também do próprio Godfrey Chitalu, que adotou o mesmo.
Em 2012, seu nome se viu envolvido em uma "polêmica". É que o jogador argentino Lionel Messi, ao marcar o seu 89º gol no ano, foi considerado pela imprensa mundial como o recordista de gols em uma temporada. Porém, segundo os cálculos da Federação Zambiana de Futebol, Chitalu teria marcado 107 gols na temporada 1972-73, sendo assim o recordista.
As informações sobre Chitalu foram divulgadas internacionalmente primeiramente pela imprensa de Madrid, após Messi ter superado os números de Gerd Müller, conquistados em 1972; inicialmente, divulgou-se 116 gols. Posteriormente, o jornal catalão Mundo Deportivo questionou a validade de alguns gols do zambiano, reduzindo-os para 88 em partidas oficiais.

## Os gols de 1972
Seguindo o critério adotado pelo Barcelona e pela imprensa europeia, Chitalu realmente seria o recordista de gols em um ano: 106 gols em partidas oficiais, e mais um em amistoso, em 1972. A soma levaria em conta jogos por seleções (incluindo amistosos) e por clubes (somente campeonatos). Porém, este recorde não é reconhecido nem pelo Guinness Book (que credita a Lionel Messi), nem pela FIFA, que se recusa a creditar o recorde a algum jogador, pois esta considera não ter uma base de dados onde seja possível saber todas as informações acerca de todos os jogadores.
A mídia catalã, todavia, questionou a validade de alguns gols de Chitalu, utilizando a própria fonte de relações de gols de Chitalu: um banqueiro chamado Jerry Muchimba, que confeccionou uma tabela com os detalhes dos gols do zambiano. Por ela, Chitalu marcou seus gols por oito competições, e não quatro (como divulgado), sendo que duas delas - Chibuku Cup e Charity Shield, nas quais Ucar totalizou 17 gols - não são consideradas oficiais nem mesmo pela Federação Zambiana. Questionando a validade de outras partidas - como as que realizou pelos combinados All Stars e por uma equipe regional da NFL Trophy -, os números seriam reduzidos de 116 para 88 oficiais, o que manteria o africano abaixo de Messi.
| Copa Africana de Clubes Campeões | 13  | 4   |
| Castle Cup                       | 15  | 15  |
| Zambian Challenge Cup            | 10  | 10  |
| Charity Shield                   | 1   | 1   |
| Chibuku Cup                      | 16  | 16  |
| Amistoso                         | 5   | 5   |
| Campeonato Zambiano              | 49  | 49  |
| NFL Benevolent Fund Match        | 2   | 2   |
| NFL Trophy                       | 3   | 3   |
| Eliminatórias para a Copa        | 2   | 2   |
| Total                            | 116 | 107 |

| Os 107 gols feitos em 1972       | Os 107 gols feitos em 1972 | Os 107 gols feitos em 1972 | Os 107 gols feitos em 1972 | Os 107 gols feitos em 1972 | Os 107 gols feitos em 1972 |
| Competição                       | Time                       | Adversário                 | Resultado                  | Gols                       | Notas                      |
| -------------------------------- | -------------------------- | -------------------------- | -------------------------- | -------------------------- | -------------------------- |
| Copa Africana de Clubes Campeões | Kabwe Warriors             | Matjantja                  | 2–2                        | 2                          | [ nota 1 ]                 |
| Copa Africana de Clubes Campeões | Kabwe Warriors             | Matjantja                  | 9–0                        | 7                          | [ nota 2 ]                 |
| Copa Africana de Clubes Campeões | Kabwe Warriors             | St. Michaels               | 3–1                        | 1                          |                            |
| Copa Africana de Clubes Campeões | Kabwe Warriors             | St. Michaels               | 3–0                        | 1                          |                            |
| Copa Africana de Clubes Campeões | Kabwe Warriors             | Hearts of Oak              | 2–7                        | 1                          |                            |
| Copa Africana de Clubes Campeões | Kabwe Warriors             | Hearts of Oak              | 1–2                        | 1                          |                            |
| Castle Cup                       | Kabwe Warriors             | Zambia Air Force           | 12–2                       | 3                          |                            |
| Castle Cup                       | Kabwe Warriors             | Rhokana United             | 5–3                        | 2                          |                            |
| Castle Cup                       | Kabwe Warriors             | Mufulira Wanderers         | 3–2                        | 2                          |                            |
| Castle Cup                       | Kabwe Warriors             | Roan United                | 6–1                        | 5                          |                            |
| Castle Cup                       | Kabwe Warriors             | Kitwe United               | 6–1                        | 3                          |                            |
| Challenge Cup                    | Kabwe Warriors             | Rothmans                   | 10–0                       | 3                          |                            |
| Challenge Cup                    | Kabwe Warriors             | Kalulushi Modern Stars     | 7–3                        | 2                          |                            |
| Challenge Cup                    | Kabwe Warriors             | Butondo Western Tigers     | 10–0                       | 2                          |                            |
| Challenge Cup                    | Kabwe Warriors             | Zambia Eagles              | 3–0                        | 1                          |                            |
| Challenge Cup                    | Kabwe Warriors             | Ndola United               | 3–1                        | 2                          |                            |
| Charity Shield                   | Kabwe Warriors             | Kitwe United               | 1–0                        | 1                          |                            |
| Chibuku Cup                      | Kabwe Warriors             | Norco Rangers              | 14–2                       | 3                          |                            |
| Chibuku Cup                      | Kabwe Warriors             | Butondo Western Tigers     | 6–1                        | 3                          |                            |
| Chibuku Cup                      | Kabwe Warriors             | Buseko FC                  | 10–2                       | 5                          |                            |
| Chibuku Cup                      | Kabwe Warriors             | Roan United                | 3–2                        | 1                          |                            |
| Chibuku Cup                      | Kabwe Warriors             | Rhokana United             | 5–3                        | 4                          |                            |
| Amistoso                         | Kabwe Warriors             | Maseru United              | 7–1                        | 3                          |                            |
| Amistoso                         | Zambia                     | Sheffield United           | 1–1                        | 1                          |                            |
| Amistoso                         | Kabwe Warriors             | Union Española             | 1–1                        | 1                          |                            |
| Campeonato Zambiano              | Kabwe Warriors             | Zambia Police              | 5–2                        | 2                          |                            |
| Campeonato Zambiano              | Kabwe Warriors             | Lusaka Tigers              | 4–0                        | 1                          |                            |
| Campeonato Zambiano              | Kabwe Warriors             | Nchanga Rangers            | 2–1                        | 2                          |                            |
| Campeonato Zambiano              | Kabwe Warriors             | City of Lusaka             | 3–0                        | 1                          |                            |
| Campeonato Zambiano              | Kabwe Warriors             | Butondo Western Tigers     | 3–2                        | 6                          |                            |
| Campeonato Zambiano              | Kabwe Warriors             | Ndola United               | 3–1                        | 2                          |                            |
| Campeonato Zambiano              | Kabwe Warriors             | Kalulushi Modern Stars     | 12–3                       | 6                          |                            |
| Campeonato Zambiano              | Kabwe Warriors             | Zambia Police              | 7–1                        | 4                          |                            |
| Campeonato Zambiano              | Kabwe Warriors             | Rhokana United             | 1–4                        | 1                          |                            |
| Campeonato Zambiano              | Kabwe Warriors             | Lusaka Tigers              | 6–1                        | 3                          |                            |
| Campeonato Zambiano              | Kabwe Warriors             | Butondo Western Tigers     | 5–0                        | 4                          |                            |
| Campeonato Zambiano              | Kabwe Warriors             | Nchanga Rangers            | 1–1                        | 1                          |                            |
| Campeonato Zambiano              | Kabwe Warriors             | Mufulira Wanderers         | 5–1                        | 4                          |                            |
| Campeonato Zambiano              | Kabwe Warriors             | Ndola United               | 2–2                        | 1                          |                            |
| Campeonato Zambiano              | Kabwe Warriors             | Roan United                | 4–1                        | 3                          |                            |
| Campeonato Zambiano              | Kabwe Warriors             | Mufulira Wanderers         | 7–1                        | 3                          |                            |
| Campeonato Zambiano              | Kabwe Warriors             | City of Lusaka             | 9–2                        | 4                          |                            |
| Campeonato Zambiano              | Kabwe Warriors             | Kalulushi Modern Stars     | 4–2                        | 3                          |                            |
| Campeonato Zambiano              | Kabwe Warriors             | Kitwe United               | 4–0                        | 2                          |                            |
| NFL Benevolent Fund Match        | All Stars                  | The Rest                   | 4–3                        | 2                          |                            |
| NFL Trophy                       | Midlands XI                | Copperbelt XI              | 2–5                        | 1                          |                            |
| NFL Trophy                       | Midlands XI                | Copperbelt XI              | 5–3                        | 2                          |                            |
| Eliminatórias para a Copa        | Zambia                     | Lesoto                     | 6–1                        | 2                          |                            |

## Carreira
Chitalu iniciou sua carreira no Roan United, em meados da década de 60. Em 1967, transferiu-se para o Kitwe United e, na temporada de 1968, marcou incríveis 81 gols. Dono de uma forte personalidade e com um temperamento explosivo, passou metade da temporada de 1969 suspenso por problemas disciplinares, voltando a atuar em 1970 no Kabwe Warriors, que bancou uma das transações mais caras da história do futebol de Zâmbia apostando em "Ucar", na época em baixa no cenário futebolístico.
No Kabwe Warriors, Chitalu transformou-se em um dos maiores jogadores do país, conquistando o prêmio de Jogador do Ano em 1971. Em 1972, Chitalu marcou os famosos e polêmicos 107 gols.
Pela Seleção de Zâmbia, Chitalu jogou de 1968 até 1980 e, segundo registros, marcou 76 gols. Participou da Copa Africana das Nações em 1972, quando Zâmbia foi vice-campeã. A personalidade forte e de liderança trouxeram problemas disciplinares com treinadores. Em uma dessas brigas com o técnico Ante Buselic, foi preterido em diversos jogos pela Seleção e em muitos momentos foi convocado por pressão dos torcedores e dos militares de Zâmbia. Jogou em 1980 os Jogos Olímpicos de Moscou.
Chitalu foi o primeiro jogador a conquistar o prêmio de Jogador do Ano da África por duas vezes seguidas (1978 e 1979). Participou de inúmeras campanhas em eliminatórias para Copa do Mundo. Apaixonado pelo Kabwe Warriors, Chitalu aposentou-se em 1982 e tornou-se em 1984 o treinador do seu clube de coração, ficando até 1991 no clube, ganhando o prêmio de Treinador do Ano. Em 1988, era assistente técnico da Seleção de Zâmbia, que surpreendeu a todos nos Jogos Olímpicos de Seul.

## Morte
Chitalu morreu tragicamente no dia 27 de abril de 1993. Então técnico da seleção de seu país, ele estava no avião que transportava a delegação zambiana e que caiu no mar, matando todos a bordo.

## Títulos
- Ao todo, ele venceu o prêmio de melhor jogador do país em cinco oportunidades, foi artilheiro do campeonato local seis vezes.
- Campeonato Zambiano: 1971, 1972
- Castle Cup: 1972
- Challenge Cup: 1972
- Chibuku Cup: 1970, 1971 e 1972
- Charity Shield: 1971, 1972 e 1973
- Artilheiro do Campeonato Zambiano: 1968, 1971, 1972, 1974, 1977, 1980
- Melhor Jogador da Zâmbia: 1968, 1970, 1972, 1978, 1978

## Recordes
- Maior artilheiro da Seleção Zambiana de Futebol
- Maior artilheiro de um ano com 116 gols (recorde mundial)
- Maior artilheiro de uma temporada com 107 gols (recorde mundial)

## Prêmios e Homenagens
- Primeiro jogador a conquistar o prêmio de Jogador do Ano da África por duas vezes seguidas (1978 e 1979).
- 1991 - Treinador do Ano.
- Em 2006, foi incluído pela Confederação Africana de Futebol na lista dos 200 melhores jogadores da história do continente.
- O Kabwe Warriors decidiu agora rebatizar o seu estádio, juntando o nome do jogador à sua marca pessoal: Estádio Godfrey «Ucar» Chitalu 107.[8]